# (10256) Vredevoogd
(10256) Vredevoogd (4157 T-3) – planetoida z grupy pasa głównego asteroid okrążająca Słońce w ciągu 3,44 lat w średniej odległości 2,28 j.a. Odkryta 16 października 1977 roku.